# Neumark (bei Weimar)
Neumark ist eine Landstadt im Norden des Landkreises Weimarer Land in Thüringen. Erfüllende Gemeinde ist Am Ettersberg. Sie ist mit Stand vom 31. Dezember 2019 die zweitkleinste Stadt Thüringens und drittkleinste Stadt Deutschlands.

## Lage
Neumark liegt nördlich der Stadt Weimar im verlängerten Fuß der Nordabdachung des Großen Ettersberges im fruchtbaren Thüringer Becken und im Regenschatten des genannten Berges. Südwestlich des Ortes befindet sich die Talsperre Vippachedelhausen. Die Landesstraße 1054 erfasst die Stadt verkehrsmäßig.

## Geschichte
Mit ihren 494 Einwohnern ist Neumark mit Stand vom 31. Dezember 2018 nach Ummerstadt die zweitkleinste Stadt Thüringens und nach Arnis und Ummerstadt die drittkleinste Deutschlands. Anders als Arnis (Erhebung zur Stadt im Rahmen einer Kommunalreform 1934) verfügt Neumark über ein mittelalterliches Stadtrecht, das bereits 1326 verliehen wurde.
Neumark wurde 1179 erstmals als Novo Forno urkundlich fassbar, 1248 als novum Forum und als villa (Dorf). Die Burg wurde im Thüringisch-hessischen Erbfolgekrieg 1249 von Anhängern „Heinrich des Erlauchten“ erobert und zerstört. Von ihr sind nur Gräben und Umwallungen übrig geblieben. 1326 erscheint Nuwinmarkete als stat (Stadt).

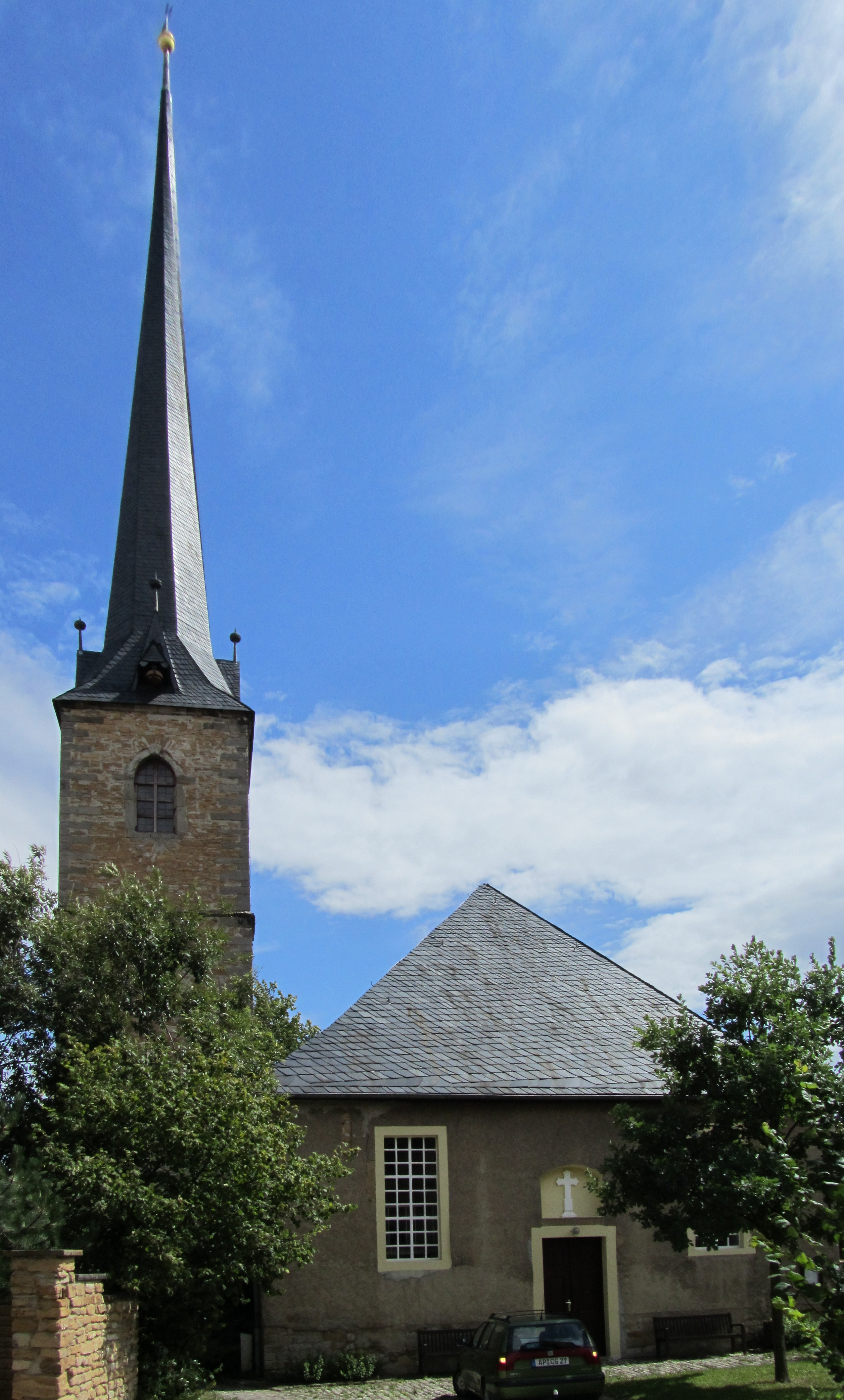
Stadtkirche St. Johannis zu Neumark

Die Stadtkirche St. Johannis stammt von 1691.

## Rittergut
Die von Allerstedt saßen auf Neumark  von 1289 bis 1326.
Die Familie von Rockhausen auf Kirchscheidungen erwarb 1600 das Rittergut Neumark (bei Weimar). Der herzoglich sächsisch-weimarsche Hofrat Friedrich Hortleder (* 1579, † 1640) nennt 1633 in Neumark vier Rittersitze: das Rieteselsche, von Wurmbsche, von Techwitzische und Rockhausensche Rittergut. In einem Berichte vom 1637, in welchem mitgeteilt wird, dass am 31. Januar des Jahres 32 Wohnhäuser, Pfarrei, Rathaus und 22 Scheunen in Neumark durch die Soldaten in Asche gelegt wurden, werden nur noch drei adelige Rittersitze aufgeführt und von diesen gesagt, dass sie vollständig ausgeplündert worden seien. Ebenso schildern 1640 Ludwig Sigmund von Rietesel, der mit der Tochter Sabine des Hans von Wurmb auf Neumark verheiratet war, die wurmbschen Erben und ein Herrn von Techwitz als Inhaber der drei Rittergüter das Elend in den düstersten Farben. Es waren nur noch 34 Häuser bewohnt, 69 andere waren teils Brandstätten, teils eingefallen. Das wird auch von dem späteren Schreiben der Sabina Maria, Witwe des Heinrich Gottfried von Rockhausen, Herrin auf Neumark und Kirchscheidungen, von 1650 an die fürstlichen Räte zu Weimar bestätigt. Aus ihrem Schreiben geht hervor, dass ihr Gut Neumark im Dreißigjährigen Krieg abgebrannt und verwüstet worden ist, und dabei alle schriftlichen Unterlagen mit vernichtet wurden. 1664 verkaufen die von Rockhausen das freie Lehn- und Rittergut Neumark.

### Wappen
Blasonierung: „In Blau eine silberne Burg mit offenem Tor und zwei Seitentürmen mit roten Spitzdächern, goldenen Knäufen und roten Fähnchen, zwischen den Türmen ein halbrunder Ziergiebel, zu beiden Seiten der Burg je ein aufrechter Pflanzenstängel, im Schildhaupt schwebt ein sechsstrahliger Stern.“

### Flagge
Die Flagge der Stadt ist Rot – Weiß gestreift und in der Mitte mit dem Stadtwappen belegt.

## Persönlichkeiten
- Johann Friedrich von Werthern (1665–1729), Reichs-Erbkammertürhüter, Domherr sowie Kreishauptmann des Thüringischen Kreises
- Friedrich Christian Mohrheim (auch Morheim) (1719–1780), Organist, Kapellmeister und Komponist
- Paul Schreckenbach (1866–1923), Pfarrer, Lehrer, Schriftsteller
- Eberhard Littmann (1909–1981), Jurist